# Ana Cristina da Silva
Ana Cristina da Silva (sinh ngày 12 tháng 12 năm 1985), thường được gọi là Cris, là một cầu thủ bóng đá người Brazil chơi cho Iranduba trong vai trò một tiền vệ.
Cô là một thành viên của đội tuyển bóng đá nữ quốc gia Guinea Xích Đạo tại giải đấu Giải vô địch bóng đá nữ thế giới 2011. Vào ngày 5 tháng 10 năm 2017, FIFA tuyên bố Cris và chín cầu thủ bóng đá Brazil khác không đủ điều kiện chơi cho Guinea Xích đạo.

## Sự nghiệp bóng đá
Trong khi chơi cho Associação Ferroviária de Esportes (thường được gọi là Ferroviária) ở Brazil, cô là thành viên của đội giành được giải Campeonato Brasileiro de Futebol Feminino và cúp Copa do Brasil de Futebol Feminino vào năm 2014.
Sau khi được cấp quốc tịch Guinea Xích đạo, cô được chọn là thành viên của đội tuyển bóng đá nữ quốc gia Guinea Xích đạo tham gia giải Giải vô địch bóng đá nữ thế giới 2011 được tổ chức tại Đức. Vào thời điểm được chọn vào trong đội hình, cô không tập trung ở cấp Câu lạc bộ. Khi da Silva là một thành viên của đội Guinea Xích đạo giành giải vô địch bóng đá nữ châu Phi 2012, cô là một trong 11 trong số 21 cầu thủ đã có quốc tịch Brazil chơi trong vai trò của một cầu thủ đội Guinea xích đạo.
Cô tiếp tục chơi cho đội nữ của Guinea Xích đạo thông qua các trận đấu vòng loại cho Thế vận hội mùa hè 2016 ở Rio de Janeiro, Brazil. Tuy nhiên, đội bị loại khỏi giải đấu sau khi bảo vệ một cầu thủ có hồ sơ lý lịch gian lận.